# Fukahori Shumpei
Fukahori Shunpei (sinh ngày 29 tháng 6 năm 1998), là cầu thủ bóng đá người Nhật Bản, hiện tại thi đấu cho Vitória de Guimarães, theo dạng cho mượn từ Nagoya Grampus.

## Sự nghiệp
Shumpei Fukahori gia nhập câu lạc bộ tại J2 League Nagoya Grampus năm 2017.
Ngày 24 tháng 1 năm 2019, Fukahori gia nhập Vitória de Guimarães theo dạng cho mượn đến ngày 31 tháng 7 năm 2019.

## Thống kê sự nghiệp

### Câu lạc bộ
Tính đến trận đấu diễn ra ngày 8 tháng 7 năm 2017
| Câu lạc bộ          | Mùa giải            | Giải vô địch        | Giải vô địch | Giải vô địch | Cúp Quốc gia | Cúp Quốc gia | Cúp Liên đoàn | Cúp Liên đoàn | Châu lục | Châu lục  | Khác    | Khác      | Tổng    | Tổng      |
| Câu lạc bộ          | Mùa giải            | Hạng đấu            | Số trận      | Bàn thắng    | Số trận      | Bàn thắng    | Số trận       | Bàn thắng     | Số trận  | Bàn thắng | Số trận | Bàn thắng | Số trận | Bàn thắng |
| ------------------- | ------------------- | ------------------- | ------------ | ------------ | ------------ | ------------ | ------------- | ------------- | -------- | --------- | ------- | --------- | ------- | --------- |
| Nagoya Grampus      | 2016                | J1 League           | 0            | 0            | 0            | 0            | 0             | 0             | -        | -         | -       | -         | 0       | 0         |
| Nagoya Grampus      | 2017                | J2 League           | 2            | 0            | 0            | 0            | -             | -             | -        | -         | -       | -         | 2       | 0         |
| Nagoya Grampus      | 2018                | J1 League           | 0            | 0            | 0            | 0            | 0             | 0             | -        | -         | -       | -         | 0       | 0         |
| Nagoya Grampus      | Tổng                | Tổng                | 2            | 0            | 0            | 0            | 0             | 0             | -        | -         | -       | -         | 2       | 0         |
| Tổng cộng sự nghiệp | Tổng cộng sự nghiệp | Tổng cộng sự nghiệp | 2            | 0            | 0            | 0            | 0             | 0             | -        | -         | -       | -         | 2       | 0         |